# Крушљево Село
Крушљево Село је насељено место у саставу града Орославја у Крапинско-загорској жупанији, Хрватска. До територијалне реорганизације у Хрватској налазило се у саставу старе општине Доња Стубица.

## Становништво
На попису становништва 2011. године, Крушљево Село је имало 523 становника.

## Попис1991.
На попису становништва 1991. године, насељено место Крушљево Село је имало 561 становника, следећег националног састава:
| Попис 1991.‍  | Попис 1991.‍  | Попис 1991.‍ | Попис 1991.‍ | Попис 1991.‍ |
| ------------ | ------------ | ----------- | ----------- | ----------- |
|              |              |             |             |             |
| Хрвати       | Хрвати       |             | 526         | 93,76%      |
| Немци        | Немци        |             | 2           | 0,35%       |
| Муслимани    | Муслимани    |             | 1           | 0,17%       |
| Срби         | Срби         |             | 1           | 0,17%       |
| неопредељени | неопредељени |             | 3           | 0,53%       |
| непознато    | непознато    |             | 28          | 4,99%       |
| укупно: 561  |              |             |             |             |